# Lost Horizon (1973)
Lost Horizon é um filme americano de 1973, dos gêneros aventura e musical, dirigido por Charles Jarrott e baseado no romance homônimo de James Hilton. As canções do filme são de Burt Bacharach e Hal David.
Trata-se de um remake de Horizonte Perdido (1937), dirigido por Frank Capra.

## Sinopse
Durante uma tempestade, um avião cai em algum lugar do Himalaia. Em busca de ajuda, os sobreviventes acabam encontrando um mundo estranho e maravilhoso chamado Shangri-La, onde existe a eterna juventude e a felicidade plena.

## Elenco principal
- Peter Finch .... Richard Conway
- Liv Ullmann .... Catherine
- Sally Kellerman .... Sally Hughes
- George Kennedy .... Sam Cornelius
- Michael York .... George Conway
- Olivia Hussey .... Maria
- Bobby Van .... Harry Lovett
- James Shigeta .... To Len
- Charles Boyer .... High Lama
- John Gielgud .... Chang